# Henryk Bąk (polityk)
Henryk Bąk (ur. 19 listopada 1930 w Lisowie, zm. 29 sierpnia 1998 tamże) – polski polityk, działacz ruchu ludowego, uczestnik opozycji antykomunistycznej w okresie PRL, poseł i wicemarszałek Sejmu I kadencji.

## Życiorys
Urodził się 19 listopada 1930 w Lisowie jako syn Józefa i Wiktorii z domu Mach. Edukację szkolną rozpoczął w 1937 w szkole podstawowej w Rykałach. Następnie kontynuował naukę w Gimnazjum Ogólnokształcącym w Goszczynie. W 1947 zdał tzw. małą maturę, po czym od września rozpoczął naukę w Liceum Ogólnokształcącym w Grójcu. Ukończył studia na Wydziale Prawa Uniwersytetu Warszawskiego (w 1958) i na Wydziale Elektrycznym Politechniki Warszawskiej (w 1977).
Był członkiem Związku Młodzieży Wiejskiej RP „Wici”. W 1947 uczestniczył w kampanii wyborczej Polskiego Stronnictwa Ludowego Stanisława Mikołajczyka. Wiosną 1948 założył konspiracyjną organizację niepodległościową OK PSL (Obrona Konspiracyjna Polskiego Stronnictwa Ludowego), później w 1950 przekształconą w Polską Szturmówkę Chłopską, która w szczytowej fazie rozwoju liczyła 500 członków. Jego zastępcą był Stefan Pietrusiński. 1 maja 1952 został aresztowany przez funkcjonariuszy UB. W 1953 skazano go na czterokrotną karę śmierci, zamienioną następnie na karę dożywotniego pozbawienia wolności. Warunkowe zwolnienie uzyskał w 1957.
Pracował w spółdzielczości ogrodniczej i przedsiębiorstwach instalacji elektrycznych jako elektromonter. Od 1976 wydawał pisma w drugim obiegu („Postęp”. „Rolnika Niezależnego”), w 1978 organizował Niezależne Związki Zawodowe Rolników. W trakcie wydarzeń sierpniowych w 1980 uczestniczył w strajku w Stoczni Gdańskiej. Przystąpił do „Solidarności”. W stanie wojennym został internowany na okres od 13 grudnia 1981 do 3 grudnia 1982. Po zwolnieniu kontynuował działalność podziemną.
W 1989 został wiceprezesem PSL (wilanowskiego). W 1990 był członkiem Komitetu Obywatelskiego, w tym samym roku utworzył ugrupowanie pod nazwą PSL Mikołajczykowskie. Od 1991 do 1993 sprawował mandat posła I kadencji z ramienia „Porozumienia Ludowego”, wybranego w okręgu radomskim, pełnił w Sejmie funkcję wicemarszałka. Zasiadał we władzach PSL-PL, liderując jednocześnie ugrupowaniu PSL Mikołajczykowskie. Nie uzyskał poselskiej reelekcji w 1993. W wyborach parlamentarnych w 1997 bezskutecznie kandydował do Sejmu z ramienia Akcji Wyborczej Solidarność w województwie kieleckim.
Pochowany w Przybyszewie.
Jego bratanek Dariusz Bąk również został posłem na Sejm.

## Odznaczenia i upamiętnienie
Postanowieniem prezydenta RP Lecha Kaczyńskiego z 11 listopada 2006, za wybitne zasługi dla niepodległości Rzeczypospolitej Polskiej, za działalność na rzecz przemian demokratycznych w kraju, za upowszechnianie wiedzy o dziejach Narodu Polskiego, został pośmiertnie odznaczony Krzyżem Wielkim Orderu Odrodzenia Polski. W 2020 odznaczony pośmiertnie Krzyżem Wolności i Solidarności.
W 2008 w kościele św. Józefa Oblubieńca Najświętszej Maryi Panny na warszawskim Kole odsłonięto tablicę poświęconą jego pamięci.